# 박경림의 오! 해피데이
《박경림의 오! 해피데이》는 대한민국의 JTBC의 프로그램이다. 매일 오전 11시에 시작하는 '브런치쇼' 프로그램이다.

## 방송 시간
- 2012년 2월 20일 ~ 2012년 6월 21일 : 매일 오전 11시 00분